# Juin 2004

## Actualités du mois
La sonde Cassini-Huygens, lancée le 15 octobre 1997, atteint Saturne fin juin 2004. Elle lâche le module Huygens sur le satellite Titan, ce qui fournira des informations plus précises sur ce satellite.

### Mardi1erjuin2004
- Haïti : les casques bleus de l'ONU prennent la relève de la force intérimaire (FIMH) dirigée par les États-Unis. Les Nations unies entament une mission de stabilisation du pays, alors que les rebelles tiennent encore des terres et que les rescapés des inondations ont désespérément besoin d'aide. La FIMH restera en Haïti jusqu'à fin juin car seule une partie des 8 000 casques bleus sont arrivés.
- Irak : premier désaccord entre le Royaume-Uni et les États-Unis, le premier ministre britannique Tony Blair voulant que le pouvoir politique des Irakiens puisse aller jusqu'à interdire certaines opérations militaires dans le pays, George W. Bush s’y opposant.
- Russie : lors de son allocution annuelle au Kremlin devant les membres des deux Chambres parlementaires ainsi que les gouverneurs de la fédération de Russie, Vladimir Poutine « oublie » de parler de certains sujets comme la guerre tchétchène.
- France : le parolier Étienne Roda-Gil meurt d'une congestion cérébrale à l'âge de 62 ans.
- Du 1er au 4 juin, se tient la conférence internationale pour les énergies renouvelables à Bonn, en Allemagne.
- Lyon : Lors de l'examen de théorie de Galois, l'Université de Lyon 1 renverse la vapeur face à l'ENS avec deux de ses étudiants aux deux premières places

### Mercredi2 juin 2004
- Canada : nouvelle alerte à la fièvre du Nil occidental en Ontario.
- France : le constructeur automobile Renault présente la Logan, une voiture à 5 000 € (un véritable exploit) destinée aux pays à faible ou moyen pouvoir d'achat. Cette voiture sera produite en Roumanie, en Russie et au Maroc, et sera commercialisée sous la marque roumaine Dacia, propriété de Renault depuis 1999. Les marchés visés sont l'Europe orientale, l'Asie (en particulier la Chine), et les pays méditerranéens. Le constructeur vise un objectif de 700 000 véhicules vendus chaque année.
- France : le Ministère de l'Agriculture autorise huit nouveaux programmes d'essais en plein champ de Maïs génétiquement modifié.

### Jeudi3 juin 2004
- États-Unis : annonce de la démission du directeur de la CIA, George Tenet, directeur depuis 7 ans. Il avait, à la demande de la présidence américaine, cherché des preuves de l'existence d'armes de destruction massive en Irak en 2003 (en vain jusqu'à ce jour[Quand ?]).
- République démocratique du Congo : des soldats dissidents de l'armée congolaise s'emparent de la ville de Bukavu (Sud-Kivu), mettant en danger le processus de paix en cours.
- Corée : la Corée du Nord et la Corée du Sud concluent un accord entraînant une coordination maritime entre les deux pays afin d'éviter les incidents récurrents et une suppression de la propagande le long de la frontière terrestre.

### Vendredi4 juin 2004
- Russie : un attentat à la bombe fait un carnage dans un marché de Samara, à 800 km à l'est de Moscou. Bilan provisoire : 10 morts, 40 blessés.
- Venezuela : la commission électorale nationale valide un nombre suffisant de signatures, autorisant ainsi un référendum sur le maintien ou la destitution du président Hugo Chávez. Ce dernier accepte la décision de la commission.
- Chine : Anniversaire des manifestations de la place Tian'anmen de 1989. L'État chinois censure les médias relatant les faits.

### Samedi5 juin 2004
- France : le député-maire de Bègles, Noël Mamère, célèbre le premier mariage d'un couple homosexuel en France entre Stéphane Chapin, 33 ans, et Bertrand Charpentier, 31 ans.
- France : à Marseille, l'épreuve de pétanque bénéficiera d'un coefficient 2 à l'épreuve du baccalauréat. Cette épreuve, réservée aux candidats déclarés médicalement inaptes à l'examen classique d'éducation physique et sportive pourra être aussi remplacée par une épreuve de tir à l'arc ou de relaxation.
- États-Unis : Mort de Ronald Reagan,âgé de 93 ans (° 6 février 1911)

### Dimanche6 juin 2004
- 60e anniversaire du débarquement en Normandie. Sont invités notamment Vladimir Poutine, Gerhard Schröder et George W. Bush.
- Tennis : en simple homme, l'Argentin Gastón Gaudio remporte les Internationaux de France de tennis en battant son compatriote Guillermo Coria.

### Lundi7 juin 2004
- Liban : Tsahal bombarde des positions, peut-être inoccupées, du Front populaire de libération de la Palestine dans le sud du pays. Le Liban dépose une plainte devant le Conseil de sécurité des Nations unies.

### Mardi8 juin 2004
- Irak : le Conseil de sécurité des Nations unies adopte à l'unanimité une résolution sur le passage de l'autorité des troupes d'occupation à l'autorité irakienne intérimaire.
- France : le cœur du second fils et héritier de Louis XVI (dit « Louis XVII »), authentifié par une analyse ADN en 2000, est déposé auprès des tombes de ses parents dans la chapelle « des Bourbons » de la basilique Saint-Denis, au cours d'une cérémonie organisée par le Mémorial de France à Saint-Denys et présidée par le prince Louis de Bourbon, duc d'Anjou, aux côtés de sa grand-mère la princesse Emmanuelle de Bourbon, duchesse d'Anjou et de Ségovie, en l'absence de représentant de la République française.
- Transit de Vénus entre le Soleil et la Terre. Le dernier passage remontait à 1882. Images et vidéo sur le site Ciel et Espace.
- Irak : les otages italiens enlevés près d'un mois auparavant sont libérés par les troupes de la coalition.
- Israël-Liban-Syrie : en représailles aux attaques israéliennes de la veille, le Hezbollah lancé des roquettes dans la zone contestée des fermes de Chebaa.
- L’Organisation des États américains reconnaît le gouvernement transitoire d'Haïti dirigé par Boniface Alexandre. Pour elle, le départ de Jean-Bertrand Aristide correspond à une démission.
- Venezuela : la commission électorale nationale fixe la date du référendum de rappel du président Hugo Chávez au 15 août 2004. En cas de défaite de ce dernier, une élection présidentielle anticipée sera organisée.

### Mercredi9 juin 2004
- République démocratique du Congo : l'armée gouvernementale reprend le contrôle de la ville de Bukavu au Sud-Kivu.

### Jeudi10 juin 2004
- Union européenne : début des élections européennes 2004. Le Royaume-Uni et les Pays-Bas élisent leurs représentants.
- France, Seconde Guerre mondiale : célébration du soixantième anniversaire du massacre d'Oradour-sur-Glane.

### Vendredi11 juin 2004
- Irak : à Nadjaf, des heurts opposant les miliciens de Sayyed Moqtada al-Sadr à des chiites modérés empêchent la tenue de la prière du vendredi.
- Bosnie-Herzégovine : la république serbe de Bosnie reconnaît pour la première fois le massacre de Srebrenica.
- Turquie : en Anatolie, un commando kurde attaque un véhicule militaire, faisant un mort. Pour faciliter l’entrée dans l'Union européenne, la télévision turque commence des programmes (très courts) en langues régionales (kurde, bosniaque, arabe et tcherkesse).
- Union européenne : suite des élections européennes 2004. La République tchèque et l'Irlande élisent leurs représentants.
- République démocratique du Congo : tentative infructueuse de coup d'État. Les insurgés sont arrêtés.

### Samedi12 juin 2004
- Union européenne : suite des élections européennes 2004. La République tchèque, l’Italie, la Lettonie élisent leurs représentants.
- Début du Championnat d'Europe de football au Portugal.
- Départ de la soixante-douzième édition des 24 Heures du Mans.

### Dimanche13 juin 2004
- Union européenne : Les socialistes (européens) perdent les élections européennes 2004 : le PPE obtient la première place avec  de 247 à 277 sièges. le PSE est deuxième avec obtient de 189 à 209 sièges.
- Union européenne : suite des élections européennes 2004. La France, la Belgique, l'Espagne et d'autres pays encore élisent leurs représentants.
- Élections européennes 2004 en France : Le PS emporte le scrutin français avec 31 sièges (contre 22 sortants). premières estimations à 20 heures. Abstentions : 57,5 %. LO-LCR : 2,6 %. PC : 5,1 %. Verts : 7 %. PS : 29,9 %. UMP : 16,8 %. UDF : 12 %. MPF : 7,6 %. RPF : 1,5 %. FN : 10 %. MNR : 0,3 %. CPNT : 1,8 %.
- Formule 1 : Grand Prix automobile du Canada.

### Lundi14 juin 2004
- Polynésie française : élection de Oscar Temaru (indépendantiste) comme président de la Polynésie française par l'Assemblée du territoire. Il remplace l'UMP Gaston Flosse.
- Bulgarie : les négociations d'adhésion à l'Union européenne se terminent. Le pays adhérera au 1er janvier 2007. Une clause de sauvegarde, en cas de non-respect des engagements pris, est négociée et pourrait repousser la date d'adhésion d'une année.

### Mardi15 juin 2004
- France : Noël Mamère, député-maire de Bègles, est suspendu de ses fonctions pour une durée d'un mois pour avoir célébré le mariage d'un couple homosexuel le 5 juin.
- Sport, basket-ball NBA : les Detroits Pistons mènent 3 matchs à 1 dans la finale de la ligue NBA ce qui les met à 1 match de la victoire finale.
- France : les agents d'EDF-GDF continuent leurs actions dans toute la France pour lutter contre le projet de loi proposé en première lecture à l'Assemblée nationale, présenté ce jour, et qui projette l'ouverture du marché de l'électricité français à la concurrence.
- France, internet : le conseil constitutionnel apporte deux modifications majeures à la Loi sur l'économie numérique (LEN). La première modification est la suppression du délai de prescription pour la presse en ligne. La seconde est la modification de la responsabilité des FAI (fournisseurs d'accès à l'internet). Dorénavant, leur responsabilité ne sera engagée que si « le caractère illicite de l'information dénoncée est manifeste ou qu'un juge en a ordonné le retrait ».
- Sport, Euro 2004 : le match disputé entre les Pays-Bas et l'Allemagne se solde par un résultat nul (1-1), alors que la première rencontre de cette journée voit s'imposer la République tchèque (2-1) face à la Lettonie.
- États-Unis d'Amérique : la Convention baptiste du Sud, plus grande Église baptiste du pays avec plus de 13 millions de fidèles, quitte l'Alliance baptiste mondiale qu'elle estime trop libérale (acceptation des femmes pasteurs et tolérance de l'homosexualité). Ce schisme est le résultat d'une procédure ayant commencé en 1997.

### Mercredi16 juin 2004
- Grèves à EDF-GDF : Coupures de courant « ciblées et de courte durée » à l'Élysée et dans les 7e, 8e et 16e arrondissements.
- Sport, basket-ball NBA : les Detroit Pistons remportent leur quatrième titre NBA en s'imposant dans le cinquième match qui les opposait aux Los Angeles Lakers (100-87).
- Littérature : le voyage de Leopold Bloom et Stephen Dedalus dans le Dublin de Ulysse, le roman de James Joyce, a virtuellement cent ans ! Bloomsday sera célébré dans plusieurs villes du monde, plus encore cette année que d'habitude. En particulier à Dublin, avec des lectures publiques et la traditionnelle promenade à pied sur les traces des héros.
- Les pays africains célèbrent comme chaque année la Journée de l'enfant africain, le jour anniversaire du massacre des enfants de Sharpeville en Afrique du Sud en 1976. Diverses manifestations ont lieu pour réfléchir à la place des enfants dans les sociétés africaines.
- Fin des épreuves écrites du baccalauréat général en France.

### Jeudi17 juin 2004
- Bénin : le parlement approuve le nouveau code de la famille, abolissant la polygamie et le lévirat
- Football : Euro 2004, la France fait match nul contre la Croatie, avec un score de 2-2
- Belgique, affaire Dutroux : Marc Dutroux est reconnu coupable de la plupart des chefs d'accusation.
- France : le gouvernement signe un accord avec les distributeurs, industriels et organisations agricoles pour une baisse de 2 % des prix des produits de grande consommation en septembre suivant.
- Portugal : Gary Norman, un supporter britannique est condamné à deux ans de prison ferme par un tribunal portugais pour s'être rendu coupable d'actes de violence délibérés pendant l'Euro 2004 de football. Le tribunal a estimé que Gary Norman a été le meneur des affrontements qui ont opposé plusieurs supporters à la police portugaise dans la nuit du 14 au 15 juin. Il sera expulsé vers la Grande-Bretagne pour y purger sa peine. Sept autres Britanniques sont expulsés pour les mêmes motifs.
- Union européenne : au Parlement européen, le PSE s'allie et soutient la droite. Les socialistes européens refusent l'alliance avec Verts et fédéralistes. Harlem Désir annonce le rejet de l'alliance que leur proposaient le groupe des Verts et le nouveau groupe fédéraliste fondé par François Bayrou et Francesco Rutelli. Résultat : le PPE-DE et le PSE concluent un « accord technique » pour se répartir la présidence du Parlement pour deux ans et demi. Le parlement sera présidé par le travailliste britannique Terry Wynn, pour les  deux ans et demi suivants, par l'Allemand Hans-Gert Pöttering. Daniel Cohn-Bendit et François Bayrou avaient proposé une autre option : un « ticket » entre le socialiste français Michel Rocard et le libéral polonais Bronislaw Geremek, ce qui aurait permis d'envoyer les conservateurs dans l'opposition. Harlem Désir considère que cela « aurait brouillé la lisibilité des élections : le Parlement est à droite, aucune alliance ne doit dissimuler ce fait ». Ainsi, les travaillistes britanniques, perdants des élections et contre le socialisme français, seront à la tête du Parlement.
- Union européenne : le Parti populaire européen (droite) propose Chris Patten pour la présidence de la Commission européenne.

### Vendredi18 juin 2004
- Union européenne : Les chefs d'État et de gouvernement des 25 pays de l'Union européenne, réunis à Bruxelles, trouvent un accord sur le projet de Constitution européenne.
- Croatie - Union européenne : le Conseil européen accepte l'ouverture de négociations d'adhésion avec la Croatie. Elles s'ouvriront en 2005 ; la Croatie a rattrapé et dépassé la Turquie sur la voie de l'adhésion.
- États-Unis : selon une commission indépendante, le gouvernement américain en affirmant que les attentats du 11 septembre 2001 auraient pu être beaucoup plus importants (d'environ dix avions au lieu de quatre) et que le gouvernement a délibérément trompé le peuple américain sur les relations entre Al-Qaïda et l'Irak. George W. Bush devra donc s'expliquer devant ses concitoyens.
- Un nouvel otage américain, Paul Johnson, est décapité en Irak par des membres d'Al-Qaïda. Quelques heures plus tard, les autorités saoudiennes annoncent que la police a tué le chef du réseau en cause dans la mort de Johnson, Abdel Aziz Al-Mouqrin.
- Commémoration de l'appel du 18 juin 1940, lancé par le Général de Gaulle depuis Londres.
- Disparition en Alsace de la petite Jeanne-Marie Kegelin, 10 ans, dont le corps atrocement mutilé sera retrouvé dix jours après. Ce drame et celui de deux autres victimes bouleversera l'opinion publique et posera la question de la responsabilité de l'État dans les remises de peine et les mises en liberté conditionnelle de gens connus pour leur danger. Pierre Bodein, soupçonné d’être l'assassin des trois victimes dont certaines, après avoir été violées, ont été éviscérées vivantes, avait bénéficié de remise de peine et était en liberté conditionnelle au moment des faits.

### Samedi19 juin 2004
- Irak : Des témoins ainsi que des sources hospitalières font état de 22 civils irakiens tués lors d'un bombardement des forces américaines à Falluja.

### Dimanche20 juin 2004
- Inde et Pakistan : Les deux pays s’entendent sur une prolongation de l'arrêt d'essais nucléaires et mettent en place une ligne directe entre les ministères des affaires étrangères pour éviter des malentendus qui pourraient déclencher une guerre nucléaire.
- Référendums sur les défusions municipales au Québec. À l'exception de Montréal et de Longueuil, l'ensemble des villes-centres conservent l'essentiel des anciennes villes avec lesquelles elles avaient fusionné en 2002. À Montréal, quinze villes seront reconstituées. Les autorités municipales de Longueuil devront trouver un autre hôtel de ville, le bâtiment actuel étant situé dans l'ancienne ville de Brossard qui sera reconstituée à l'instar de la moitié des huit secteurs de la ville.
- Formule 1 : Grand Prix automobile des États-Unis.

### Lundi21 juin 2004
- France : Jean-Marie Messier, ancien président de Vivendi Universal, est placé en garde à vue dans le cadre de l'enquête sur les manipulations boursières présumées sous sa présidence.
- Le solstice d'été est l'occasion de célébrer la vingt-troisième édition de la Fête de la musique, instaurée en France en 1982 par Jack Lang et célébrée désormais dans plus de cent pays à travers le monde.
- À 13h30 UTC, première tentative réussie de vol spatial habité privé, tentée par le SpaceShipOne dans le concours aérospatial X-Prize.
- France : Trois militants antinucléaires décident de commencer un jeûne à durée indéterminée pour demander l'arrêt du programme nucléaire (André Larivière, Michel Bernard et Dominique Masset).

### Mardi22 juin 2004
- Russie : Des raids menés par des rebelles tchéthènes dans plusieurs localités d'Ingouchie, cette nuit-là, font quarante-huit morts, notamment parmi les forces du ministère de l'Intérieur de cette république située à l'ouest de la Tchétchénie en guerre. L'Ingouchie était jusqu'à ce jour[Quand ?] épargnée par la guerre.
- France : un autocar marocain est accidenté sur l'autoroute A10, au sud de Poitiers, faisant onze morts et trente-neuf blessés. Selon les rescapés, le conducteur a perdu le contrôle du véhicule après avoir tenté de dépasser un poids lourd. Il s'est rabattu ensuite avant que l'autocar n'effectue un tonneau au-dessus du rail de sécurité et ne se retourne sur le bas-côté.

### Mercredi23 juin 2004
- Corée du Nord : Début des pourparlers sur le démantèlement du programme nucléaire nord-coréen qui se termineront le samedi 26 juin à Pékin et réunissent les deux Corées, le Japon, la Chine, la Russie et les États-Unis d'Amérique. L’objectif de cette rencontre est de trouver une issue à « la crise ouverte en octobre 2002, lorsque les Américains affirmèrent que Pyongyang avait repris son programme nucléaire, en violation des accords internationaux ». Toutes les délégations veulent officiellement arriver à un accord.

### Jeudi24 juin 2004
- Soudan : les bombardements de l'armée et les razzias des miliciens auraient fait 320 000 morts au Darfour depuis le début de l'année. La communauté internationale ne peut plus désormais nier l'existence d'un génocide.
- Irak : des attentats simultanés à la voiture piégée ont lieu le matin, à Mossoul (nord du pays), ciblant des postes de police et faisant au moins quarante morts et soixante blessés. Il y aurait eu au moins sept attaques et des affrontements entre les forces américaines et des insurgés armés qui se sont déroulés dans le centre de la ville. Dans le même temps, à Bakouba, au nord de Bagdad, des insurgés attaquent à plusieurs reprises les forces américaines et la police irakienne. Deux soldats américains sont tués et les affrontements continuent pendant le reste de la journée. Des attaques similaires auraient également eu lieu à Ramadi, à 100 kilomètres à l’ouest de Bagdad. Là aussi, ce sont des commissariats qui ont été visés par les insurgés, qui se sont heurtés aux forces américaines.
- Iran : les huit soldats britanniques arrêtés lundi 21 juin par les Gardiens de la Révolution après être entrés par erreur dans les eaux territoriales iraniennes sont relâchés et remis à leur ambassade.
- États-Unis : la Cour suprême de l'État de New York déclare la procédure en matière de peine de mort incompatible avec la constitution de l'État (arrêt The People v. LaValle - Le Peuple contre laValle).

### Vendredi25 juin 2004
- Iran : un camion-citerne chargé d’essence explosé après un accident près d’un poste de contrôle à l’extérieur de la ville de Zahedan, au sud-est du pays. Le Croissant-Rouge estime qu’il pourrait y avoir entre cinquante et deux cents morts. Les dernières estimations dénombrent quatre-vingt-dix morts.
- Monde : le premier virus informatique se propageant dans les téléphones cellulaires détecté depuis quelques jours par Kaspersky (société de sécurité informatique russe). Cabir se transmet via le système Bluetooth (technologie permettant de transférer des données grâce aux ondes radio). Il n'est pas vraiment « méchant » mais il montre que les pirates savent le faire. C'est un avertissement aux constructeurs de portables.
- Euro 2004 : l'équipe de France de football est éliminée en quart de finale par l'équipe de Grèce, après avoir réalisé un championnat des nations jugé très médiocre par beaucoup de commentateurs sportifs.

### Samedi26 juin 2004
- Paris, homosexuels : la marche annuelle des homosexuels parisiens a lieu à Paris avec, pour revendication, l'égalité des droits au mariage et le droit d'adopter des enfants.
- France : congrès de l'UMP. Les membres du parti de droite sont invités à débattre des défaites électorales du printemps 2004. En outre, un conflit d'influence va y opposer les partisans du ministre de l'Économie et des Finances Nicolas Sarkozy au Premier ministre Jean-Pierre Raffarin et à l'actuel président du parti Alain Juppé.
- Israël-Palestine : l'armée israélienne annonce avoir tué plusieurs chefs de mouvements radicaux palestiniens.
- Israël-Palestine : « journée internationale de soutien aux victimes des tortures ». Une manifestation est organisée à Tel-Aviv par les associations suivantes : Amnesty International - Section israélienne, le Public Committee Against Torture in Israël, Treatment and Rehabilitation Center for Victims of Torture in Ramallah, Defence for Children International - Section palestinienne, et le Gaza Community Mental Health Programme and Physicians for Human Rights-Israël. Le mot d'ordre de la manifestation était La torture : elle ne s'arrêtera pas, tant qu'on n'en parlera pas .

### Dimanche27 juin 2004
- Turquie : George W. Bush, président des États-Unis d'Amérique, arrive à 15 h 15 (12 h 15 UTC) à Istanbul, Turquie pour le sommet de l'Otan du lundi 28 au mardi 29 juin 2004. Ce déplacement est l'occasion d'une première visite officielle du président américain Bush en Turquie. À Ankara, M. Bush s’entretient avec son homologue Ahmet Necdet Sezer et le Premier ministre Recep Tayyip Erdoğan de sujets bilatéraux et de sujets internationaux, dont l'Irak. Lundi et mardi, 45 chefs d'État ou de gouvernement, dont M. Bush, assisteront au sommet de l'Otan.
- France, Nanterre : des inscriptions taguées à caractères raciste et xénophobe sont tracées dans la nuit sur un mur de la mosquée de Nanterre (Hauts-de-Seine). Le préfet des Hauts-de-Seine ouvre une enquête pour identifier les auteurs de cet acte.
- France, Greenpeace : l'association lance une campagne de lettres à EDF dans laquelle les clients français qui le souhaitent peuvent annoncer qu'ils sont prêts à changer de fournisseur si EDF lance le projet EPR (à Gravelines ou ailleurs).
- France : une trentaine de manifestants s’installent sur le toit du siège du MEDEF. Plusieurs dizaines de personnes les appuient depuis la rue. Devant le danger, aucune intervention n’est tentée. Les manifestants réclament l'abrogation du protocole Unedic du 26 juin.

### Lundi28 juin 2004
- Canada : élections législatives fédérales. À 2 h 22 UTC (22 h 22 HAE), Radio-Canada annonce que si la tendance se maintient, le Parti libéral du Canada, dirigé par le très honorable Paul Martin, Premier ministre sortant, formera un gouvernement sans pourtant obtenir la majorité absolue des sièges au Parlement. Chose rare dans l'histoire canadienne, c'est la dixième fois (la sixième pour les libéraux), qu'un parti obtient une majorité de sièges sans pour autant obtenir la majorité absolue.
- Irak : les puissances occupant le pays transfèrent officiellement la souveraineté au gouvernement intérimaire irakien dirigé par Iyad Allaoui.
- France : les deux premiers volumes du dictionnaire de l'Académie française (neuvième édition) sont en ligne intégralement (de A à N) et gratuitement. On peut les consulter à l'adresse suivante : Dictionnaire de l'Académie française, ainsi que sur Atilf.
- France : réévaluation du SMIC de 5,8 % annoncée pour le 1er juillet 2004.

- États-Unis : La Cour suprême des États-Unis rend trois arrêts relatifs aux personnes détenues dans le cadre de la « guerre contre le terrorisme ». Le plus important est Rasul v. Bush (Rasul contre Bush). Le vote est obtenu par six voix contre trois (la minorité libérale de la cour, les juges Breyer, Ginsburg, Souter et Stevens auxquels se joignent la juge O'Connor, centriste dont les votes sont régulièrement décisifs ainsi que  dans une opinion concurrente le juge Kennedy, plus conservateur, contre les trois membres les plus conservateurs de la Cour, son président (Chief Justice) Rehnquist et les juges Scalia et Thomas). Contredisant les tribunaux de première instance (District Court) et d'appel (Circuit Court of Appeals), il déclare que les personnes détenues à Guantanamo peuvent  contester leur détention par une procédure d’habeas corpus. La Cour ne se prononce pas sur la légalité des détentions. Elle affirme simplement que les tribunaux doivent examiner les demandes sur le fond, rejetant le raisonnement (fondé notamment sur le précédent Johnson v. Eisentrager datant de la Seconde Guerre mondiale) qui les avait conduits à déclarer ces demandes irrecevables. L'arrêt Hamdi v. Rumsfeld (Hamdi contre Rumsfeld), concernant la détention dans une prison de la marine d'un citoyen américain capturé en Afghanistan lui reconnaît aussi le droit de contester sa détention, deux des neuf juges (Souter et Ginsburg) étant en faveur de la déclarer immédiatement illégale. Le troisième arrêt Rumsfeld v. Padilla rejette pour un motif technique l'action de José Padilla, citoyen américain accusé de la préparation d'un attentat et détenu lui aussi sous le statut incertain de « combattant ennemi ». L'ordonnance d'habeas corpus aurait être demandée à l'encontre l'officier militaire responsable de la détention de Padilla et non du secrétaire à la défense Rumsfeld. Padilla est donc invité à déposer une nouvelle demande devant les tribunaux de première instance. Le texte des arrêts, en anglais, est disponible sur le site de la Cour suprême
- Allemagne : la société Siemens AG annonce le rallongement de la durée hebdomadaire du travail de 35 à 40 heures sans augmentation de salaire. Ceci en accord avec les syndicats de l'entreprise. En fait, la société menaçait de délocaliser les usines et donc de supprimer les emplois.
- Europe : Microsoft règle  l'amende de 497 millions d'euros qui lui avait été infligée par la Commission européenne pour abus de position dominante le 24 mars.

### Mardi29 juin 2004
- Union européenne : José Manuel Durão Barroso, premier ministre portugais, est nommé président de la Commission européenne. Il prendra ses fonctions après la fin du mandat de Romano Prodi, prévue le 31 octobre.
- Irak : à la suite de la passation de pouvoir effectuée hier au gouvernement intérimaire irakien, les États-Unis et le Koweït annoncent qu'ils rétablissent leurs relations diplomatiques avec l'Irak, rompues en 1990 lors de la première guerre du Golfe.
- Israël : Michel Barnier, ministre français des Affaires étrangères rencontre Yasser Arafat et il lance un appel à la relance de la « feuille de route » pour la paix.
- Philippines : le typhon Mindulle qui frappe l'archipel fait 30 morts et 12 disparus.

### Mercredi30 juin 2004
- France : Jean-Pierre Gaillard, homme de radio et de télévision, voix de la Bourse dans bon nombre de journaux, prend sa retraite après 40 ans de service.
- France : Jean-Louis Borloo, ministre de l'emploi et de cohésion sociale, annonce son plan sur 5 ans devant permettre le retour à l'emploi d'un grand nombre de personnes en situation précaire.
- France : Le Premier ministre français Jean-Pierre Raffarin fait voter une loi contestée sur la suppression d'un jour férié, le Lundi de Pentecôte.
- Israël : le juge Aharon Barak et la Cour suprême d'Israël estime que le tracé du mur de séparation construit par Israël en Cisjordanie doit être modifié sur près d'une trentaine de kilomètres car il porte un grave préjudice à quelque 35 000 Palestiniens. Le Premier ministre palestinien, Ahmed Qoreï juge insuffisante la seule modification du tracé de cette « barrière » que les Palestiniens nomment « mur de l'apartheid ».
- France : hausse du SMIC hôtelier de 11 % (en fait 5,8 % comme le SMIC de base et 5,2 % sur proposition des syndicats professionnels de l'hôtellerie pour revaloriser le travail dans le secteur).
- Israël : Michel Barnier, ministre des Affaires Étrangères du gouvernement français en visite en Palestine estime que la situation de Yasser Arafat, bloqué par Israël dans son quartier général de Ramallah (Cisjordanie) depuis plus de deux ans, « ne (pouvait) pas durer ». Il déclare également que « La situation personnelle dans laquelle il vit (...) n'est pas digne (ni) pour lui-même (ni) pour les Palestiniens qu'il représente » après s'être entretenu à deux reprises avec le président de l'Autorité palestinienne à la Mouqata'a. Il ajoute « Nous considérons que cette situation ne doit pas durer parce qu'il est le président élu et légitime. Voilà aussi le sens de la visite personnelle que je lui ai faite au nom du gouvernement français pour lui transmettre ce message du président Jacques Chirac ».